# Thomas Wassberg
Thomas Lars Wassberg (Lennartsfors, 27 de marzo de 1956) es un deportista sueco que compitió en esquí de fondo. 
Participó en cuatro Juegos Olímpicos de Invierno, entre los años 1976 y 1988, obteniendo en total cuatro medallas de oro: una en Lake Placid 1980, en los 15 km, dos en Sarajevo 1984, en 50 km y el relevo (junto con Benny Kohlberg, Jan Ottosson y Gunde Svan), y una en Calgary 1988, en el relevo (con Jan Ottosson, Gunde Svan y Torgny Mogren).
Ganó ocho medallas en el Campeonato Mundial de Esquí Nórdico entre los años 1980 y 1987.

## Palmarés internacional
| Juegos Olímpicos   | Juegos Olímpicos             | Juegos Olímpicos  | Juegos Olímpicos |
| Año                | Lugar                        | Medalla           | Prueba           |
| ------------------ | ---------------------------- | ----------------- | ---------------- |
| 1980               | Lake Placid (Estados Unidos) | Medalla de oro    | 15 km            |
| 1984               | Sarajevo (Yugoslavia)        | Medalla de oro    | 50 km            |
| 1984               | Sarajevo (Yugoslavia)        | Medalla de oro    | Relevo 4 × 10 km |
| 1988               | Calgary (Canadá)             | Medalla de oro    | Relevo 4 × 10 km |
| Campeonato Mundial |                              |                   |                  |
| Año                | Lugar                        | Medalla           | Prueba           |
| 1980               | Lake Placid (Estados Unidos) | Medalla de oro    | 15 km            |
| 1982               | Oslo (Noruega)               | Medalla de oro    | 50 km            |
| 1985               | Seefeld (Austria)            | Medalla de plata  | 15 km            |
| 1985               | Seefeld (Austria)            | Medalla de bronce | Relevo 4 × 10 km |
| 1987               | Oberstdorf (RFA)             | Medalla de oro    | 30 km            |
| 1987               | Oberstdorf (RFA)             | Medalla de oro    | Relevo 4 × 10 km |
| 1987               | Oberstdorf (RFA)             | Medalla de plata  | 15 km            |
| 1987               | Oberstdorf (RFA)             | Medalla de plata  | 50 km            |